# Carlo Tirone
Carlo Tirone (Torino, 16 settembre 1894 – Monfalcone, 3 febbraio 1969) è stato un calciatore italiano, di ruolo attaccante.

## Biografia
Militò nel Torino dal 1913 al 1921. Successivamente fu al Monfalcone, sodalizio in cui militò sicuramente sino al 1928. Dopo il ritiro divenne medico e primario d'ospedale.